# Lliga Asobal
La Lliga espanyola d'handbol masculí, coneguda com a Campionat de Primera Divisió Nacional, entre 1951 i 1958, i Lliga de Divisió d'Honor, entre 1959 i 1990, és una competició esportiva de clubs d'handbol d'Espanya, creada la temporada 1951-52. De caràcter anual, va ser organitzada entre 1951 i 1990 per la Reial Federació Espanyola d'Handbol. Des de la temporada 1990-91 és organitzada per l'Asobal i rep el nom actual de Lliga Asobal. Hi participen setze equips disputant la competició en format de sistema de tots contra tots a doble volta, amb un total de trenta jornades. Es declara campió l'equip amb més punts aconseguits al final de la temporada i té dret a participar en la Supercopa Ibèrica i la Lliga de Campions de l'EHF de la temporada següent.
Històricament, els dominadors de la competició són els equips catalans, destacant el Futbol Club Barcelona amb trenta-un títols, catorze de forma consecutiva entre 2010 i 2024, i el Club Balonmano Granollers, aconseguint tretze títols entre 1955 i 1974. També destaca el Club Atlético de Madrid amb onze.

## Equips participants
A la temporada 2022-23 hi participen setze equips:
- ABANCA Ademar León
- Helvetia Anaitasuna
- Futbol Club Barcelona
- BM Benidorm
- Bidasoa Irun
- Blendio Sinfín
- Club Cisne BM
- REBI Balonmano Cuenca
- Fraikin BM Granollers
- CÍVITAS BM Guadalajara
- Bada Huesca
- BM Logroño La Rioja
- Frigoríficos Morrazo
- BM Ángel Ximénez Puente Genil
- Bathco BM Torrelavega
- Recoletas Atlético Valladolid

## Historial

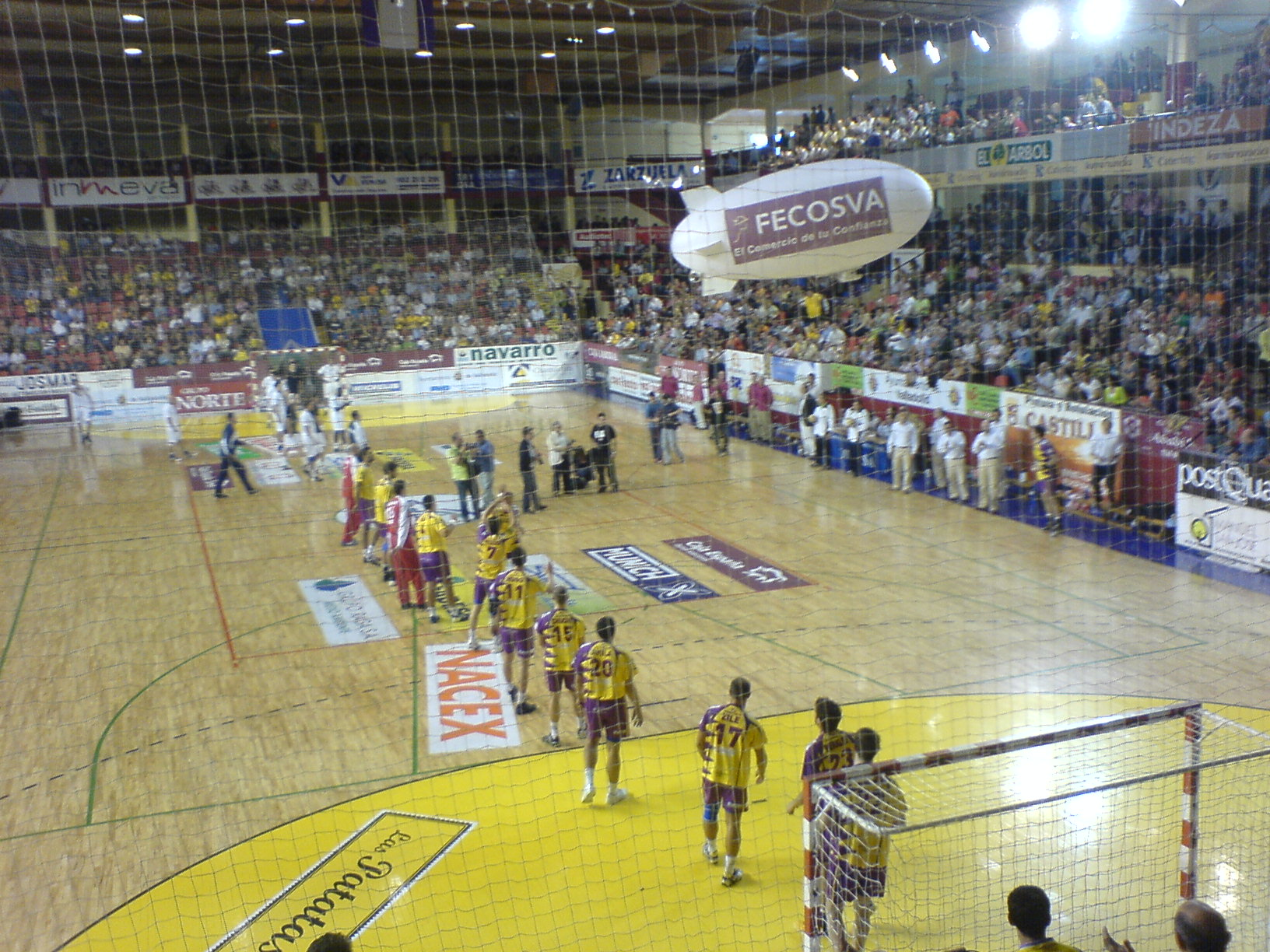
Partit de la lliga ASOBAL entre Valladolid i Ciudad Real, 2007-08.

| En negreta = Equip guanyador (1) = Nombre de títols Nota: Noms dels equips segons l'època. |

| Edició                                | Temporada                             | Campió                                | Subcampió                             | refs                                  |
| Campionat de Primera Divisió Nacional | Campionat de Primera Divisió Nacional | Campionat de Primera Divisió Nacional | Campionat de Primera Divisió Nacional | Campionat de Primera Divisió Nacional |
| ------------------------------------- | ------------------------------------- | ------------------------------------- | ------------------------------------- | ------------------------------------- |
| I                                     | 1951-52                               | Atlético de Madrid (1)                | BM San Fernando                       |                                       |
| II                                    | 1952-53                               | Reial Madrid (1)                      | UA Sant Gervasi                       |                                       |
| III                                   | 1953-54                               | Atlético de Madrid (2)                | FC Barcelona                          |                                       |
| IV                                    | 1954-55                               | CD Sabadell (1)                       | BM Granollers                         | [ 3 ]                                 |
| V                                     | 1955-56                               | BM Granollers (1)                     | Atlético de Madrid                    |                                       |
| VI                                    | 1956-57                               | BM Granollers (2)                     | CE Sabadell                           |                                       |
| VII                                   | 1957-58                               | BM Granollers (3)                     | FC Barcelona                          |                                       |
| Lliga de Divisió d'Honor              |                                       |                                       |                                       |                                       |
| VIII                                  | 1958-59                               | BM Granollers (4)                     | Atlético de Madrid                    |                                       |
| IX                                    | 1959-60                               | BM Granollers (5)                     | Obras del Puerto                      | [ 4 ]                                 |
| X                                     | 1960-61                               | BM Granollers (6)                     | Atlético de Madrid                    |                                       |
| XI                                    | 1961-62                               | Atlético de Madrid (3)                | BM Granollers                         |                                       |
| XII                                   | 1962-63                               | Atlético de Madrid (4)                | BM Granollers                         |                                       |
| XIII                                  | 1963-64                               | Atlético de Madrid (5)                | Salleko BM                            |                                       |
| XIV                                   | 1964-65                               | Atlético de Madrid (6)                | Salleko BM                            |                                       |
| XV                                    | 1965-66                               | BM Granollers (7)                     | Atlético de Madrid                    |                                       |
| XVI                                   | 1966-67                               | BM Granollers (8)                     | Atlético de Madrid                    |                                       |
| XVII                                  | 1967-68                               | BM Granollers-Camp (9)                | FC Barcelona                          |                                       |
| XVIII                                 | 1968-69                               | FC Barcelona (1)                      | Altos Hornos                          |                                       |
| XIX                                   | 1969-70                               | BM Granollers-Camp (10)               | Atlético de Madrid                    |                                       |
| XX                                    | 1970-71                               | BM Granollers-Camp (11)               | FC Barcelona                          |                                       |
| XXI                                   | 1971-72                               | BM Granollers-Camp (12)               | Atlético de Madrid                    |                                       |
| XXII                                  | 1972-73                               | FC Barcelona (2)                      | Picadero JC                           |                                       |
| XXIII                                 | 1973-74                               | BM Granollers-Camp (13)               | Atlético de Madrid                    |                                       |
| XXIV                                  | 1974-75                               | CB Calpisa (1)                        | FC Barcelona                          |                                       |
| XXV                                   | 1975-76                               | CB Calpisa (2)                        | Atlético de Madrid                    |                                       |
| XXVI                                  | 1976-77                               | CB Calpisa (3)                        | Atlético de Madrid                    |                                       |
| XXVII                                 | 1977-78                               | CB Calpisa (4)                        | Atlético de Madrid                    |                                       |
| XXVII                                 | 1978-79                               | Atlético de Madrid (7)                | CB Calpisa                            |                                       |
| XXVII                                 | 1979-80                               | FC Barcelona (3)                      | CB Calpisa                            |                                       |
| XXVII                                 | 1980-81                               | Atlético de Madrid (8)                | FC Barcelona                          |                                       |
| XXVII                                 | 1981-82                               | FC Barcelona (4)                      | Atlético de Madrid                    |                                       |
| XXVII                                 | 1982-83                               | Atlético de Madrid (9)                | FC Barcelona                          |                                       |
| XXVII                                 | 1983-84                               | Atlético de Madrid (10)               | FC Barcelona                          | [ 5 ]                                 |
| XXVII                                 | 1984-85                               | Atlético de Madrid (11)               | FC Barcelona                          |                                       |
| XXVII                                 | 1985-86                               | FC Barcelona (5)                      | Atlético de Madrid                    |                                       |
| XXVII                                 | 1986-87                               | CD Bidasoa (1)                        | FC Barcelona                          |                                       |
| XXVII                                 | 1987-88                               | FC Barcelona (6)                      | CD Cajamadrid                         |                                       |
| XXVII                                 | 1988-89                               | FC Barcelona (7)                      | GD Teka Santander                     |                                       |
| XXVII                                 | 1989-90                               | FC Barcelona (8)                      | GD Teka Santander                     |                                       |
| Lliga ASOBAL                          |                                       |                                       |                                       |                                       |
| I                                     | 1990-91                               | FC Barcelona (9)                      | GD Teka Santander                     |                                       |
| II                                    | 1991-92                               | FC Barcelona (10)                     | BM Granollers                         |                                       |
| III                                   | 1992-93                               | GD Teka Santander (1)                 | BM Granollers                         |                                       |
| IV                                    | 1993-94                               | GD Teka Santander (2)                 | Elgorriaga Bidasoa                    |                                       |
| V                                     | 1994-95                               | Elgorriaga Bidasoa (2)                | FC Barcelona                          |                                       |
| VI                                    | 1995-96                               | FC Barcelona (11)                     | GD Teka Santander                     |                                       |
| VII                                   | 1996-97                               | FC Barcelona (12)                     | Prosesa Ademar                        |                                       |
| VIII                                  | 1997-98                               | FC Barcelona (13)                     | Portland San Antonio                  | [ Nota 1 ]                            |
| IX                                    | 1998-99                               | FC Barcelona (14)                     | CB Ademar León                        | [ Nota 2 ]                            |
| X                                     | 1999-00                               | FC Barcelona (15)                     | Portland San Antonio                  | [ Nota 3 ]                            |
| XI                                    | 2000-01                               | Caja España Ademar (1)                | FC Barcelona                          |                                       |
| XII                                   | 2001-02                               | Portland San Antonio (1)              | FC Barcelona                          |                                       |
| XIII                                  | 2002-03                               | FC Barcelona (16)                     | BM Ciudad Real                        |                                       |
| XIV                                   | 2003-04                               | BM Ciudad Real (1)                    | FC Barcelona                          |                                       |
| XV                                    | 2004-05                               | Portland San Antonio (2)              | BM Ciudad Real                        |                                       |
| XVI                                   | 2005-06                               | FC Barcelona CIFEC (17)               | BM Ciudad Real                        |                                       |
| XVII                                  | 2006-07                               | BM Ciudad Real (2)                    | Portland San Antonio                  |                                       |
| XVIII                                 | 2007-08                               | BM Ciudad Real (3)                    | FC Barcelona Borges                   |                                       |
| XIX                                   | 2008-09                               | BM Ciudad Real (4)                    | FC Barcelona Borges                   |                                       |
| XX                                    | 2009-10                               | BM Ciudad Real (5)                    | FC Barcelona Borges                   |                                       |
| XXI                                   | 2010-11                               | FC Barcelona Borges (18)              | Renovalia Ciudad Real                 |                                       |
| XXII                                  | 2011-12                               | FC Barcelona Intersport (19)          | BM Atlético de Madrid                 |                                       |
| XXIII                                 | 2012-13                               | FC Barcelona Intersport (20)          | BM Atlético de Madrid                 |                                       |
| XXIV                                  | 2013-14                               | FC Barcelona Intersport (21)          | Naturhouse La Rioja                   |                                       |
| XXV                                   | 2014-15                               | FC Barcelona Intersport (22)          | Naturhouse La Rioja                   |                                       |
| XXVI                                  | 2015-16                               | FC Barcelona Lassa (23)               | Naturhouse La Rioja                   |                                       |
| XXVII                                 | 2016-17                               | FC Barcelona Lassa (24)               | ABANCA Ademar León                    |                                       |
| XXVIII                                | 2017-18                               | FC Barcelona Lassa (25)               | ABANCA Ademar León                    |                                       |
| XXIX                                  | 2018-19                               | FC Barcelona Lassa (26)               | Bidasoa Irún                          |                                       |
| XXX                                   | 2019-20                               | FC Barcelona (27)                     | ABANCA Ademar León                    | [ 6 ]                                 |
| XXXI                                  | 2020-21                               | FC Barcelona (28)                     | Bidasoa Irún                          | [ 7 ]                                 |
| XXXII                                 | 2021-22                               | FC Barcelona (29)                     | BM Granollers                         | [ 8 ]                                 |
| XXXIII                                | 2022-23                               | FC Barcelona (30)                     | BM Ciudad Encantada                   | [ 9 ]                                 |
| XXXIV                                 | 2023-24                               | FC Barcelona (31)                     | Bidasoa Irún                          |                                       |
| XXXV                                  | 2024-25                               | FC Barcelona (32)                     |                                       |                                       |

1. ↑  Play-off pel títol on s'imposà el FC Barcelona al Portland San Antonio per 3-0 (35-27, 32-20, 29-25)
2. ↑  Play-off pel títol on s'imposà el FC Barcelona al CB Ademar León per 3-0 (27-24, 37-20, 30-24)
3. ↑  Play-off pel títol on s'imposà el FC Barcelona al Portland San Antonio per 3-0 (26-22, 28-24, 25-23)
4. ↑  Degut a la finalització de la Lliga pel risc públic de contagi del COVID-19, la Reial Federació Espanyola de Handbol va declarar campió el FC Barcelona.

## Palmarès
| Equip                                     | Campió | Subcampió | Anys campió | Anys subcampió |
| ----------------------------------------- | ------ | --------- | --- | --- |
| Futbol Club Barcelona                     | 32     | 17        | 1968-69, 1972-73, 1979-80, 1981-82, 1985-86, 1987-88, 1988-89, 1989-90, 1990-91, 1991-92, 1995-96, 1996-97, 1997-98, 1998-99, 1999-00, 2002-03, 2005-06, 2010-11, 2011-12, 2012-13, 2013-14, 2014-15, 2015-16, 2016-17, 2017-18, 2018-19, 2019-20, 2020-21, 2021-22, 2022-23, 2023-24, 2024-25 | 1953-54, 1957-58, 1967-68, 1970-71, 1974-75, 1980-81, 1982-83, 1983-84, 1984-85, 1986-87, 1994-95, 2000-01, 2001-02, 2003-04, 2007-08, 2008-09, 2009-10 |
| Club Balonmano Granollers                 | 13     | 6         | 1955-56, 1956-57, 1958-59, 1959-60, 1960-61, 1965-66, 1966-67, 1967-68, 1969-70, 1970-71, 1971-72, 1973-74 | 1954-55, 1961-62, 1962-63, 1991-92, 1992-93, 2021-22 |
| Club Atlético de Madrid                   | 11     | 13        | 1951-52, 1953-54, 1961-62, 1962-63, 1963-64, 1964-65, 1978-79, 1980-81, 1982-83, 1983-84, 1984-85 | 1955-56, 1958-59, 1960-61, 1965-66, 1966-67, 1969-70, 1971-72, 1973-74, 1975-76, 1976-77, 1977-78, 1981-82, 1985-86                                     |
| Balonmano Ciudad Real                     | 5      | 4         | 2003-04, 2006-07, 2007-08, 2008-09, 2009-10 | 2002-03, 2004-05, 2005-06, 2010-11 |
| Club Balonmano Calpisa                    | 4      | 3         | 1974-75, 1975-76, 1976-77, 1977-78 | 1959-60, 1978-79, 1979-80 |
| Club Balonmano Cantabria                  | 2      | 4         | 1992-93, 1993-94 | 1988-89, 1989-90, 1990-91, 1995-96 |
| SDC San Antonio                           | 2      | 3         | 2001-02, 2004-05 | 1997-98, 1999-00, 2006-07 |
| Club Deportivo Bidasoa                    | 2      | 3         | 1986-87, 1994-95 | 1993-94, 2018-19, 2020-21 |
| Club Balonmano Ademar León                | 1      | 5         | 2000-01 | 1996-97, 1998-99, 2016-17, 2017-18, 2019-20 |
| Centre d'Esports Sabadell                 | 1      | 1         | 1954-55 | 1956-57 |
| Reial Madrid                              | 1      | 0         | 1952-53 | — |
| BM Ciudad de Logroño                      | 0      | 3         | — | 2013-14, 2014-15, 2015-16 |
| Club Balonmano Salleko                    | 0      | 2         | — | 1963-64, 1964-65 |
| Club Balonmano Atlético de Madrid         | 0      | 2         | — | 2011-12, 2012-13 |
| Club Balonmano San Fernando               | 0      | 1         | — | 1951-52 |
| Unió Atlètica Sant Gervasi                | 0      | 1         | — | 1952-53 |
| BM Puerto Sagunto                         | 0      | 1         | — | 1968-69 |
| Picadero Jockey Club                      | 0      | 1         | — | 1972-73 |
| Club Deportivo Cajamadrid                 | 0      | 1         | — | 1987-88 |
| Club Deportivo Balonmano Ciudad Encantada | 0      | 1         | _ | 2022-23 |